# Dennis Francis
Dennis Francis (27 novembre 1956) è un diplomatico trinidadiano, presidente dell'Assemblea generale delle Nazioni Unite dal 5 settembre 2023 al 10 settembre 2024.